# سامرتون (کارولینای جنوبی)
سامرتون(به انگلیسی: Summerton) شهری در ایالت کارولینای جنوبی کشور ایالات متحده آمریکا است که جمعیت آن در سرشماری سال ۲۰۱۰ میلادی، ۱٬۰۰۰ نفر بوده‌است.